# Гилмор (Канберра)
Гилмор (англ. Gilmore) — район Австралийской столичной территории, Австралия, входит в округ Таггеранонг.
Район назван в честь Мэри Гилмор, австралийской поэтессы. Об образовании района было объявлено 5 августа 1975 года. Территориальная единица имеет площадь 3,41 км².
По данным переписи 2016 года, население района составляет 5341 человек. Средний возраст жителей района составляет 35 лет, при том, что средний возраст жителей АСТ в целом составляет 35 лет. Большую часть населения (77,6 %) составляют австралийцы. В районе также проживают англичане (2,7 %), новозеландцы (1,3 %) филиппинцы (1,3 %), индийцы (1,1 %), южноафриканцы (0,8 %). Самые распространённые религии — католицизм и англиканство.